# Воин

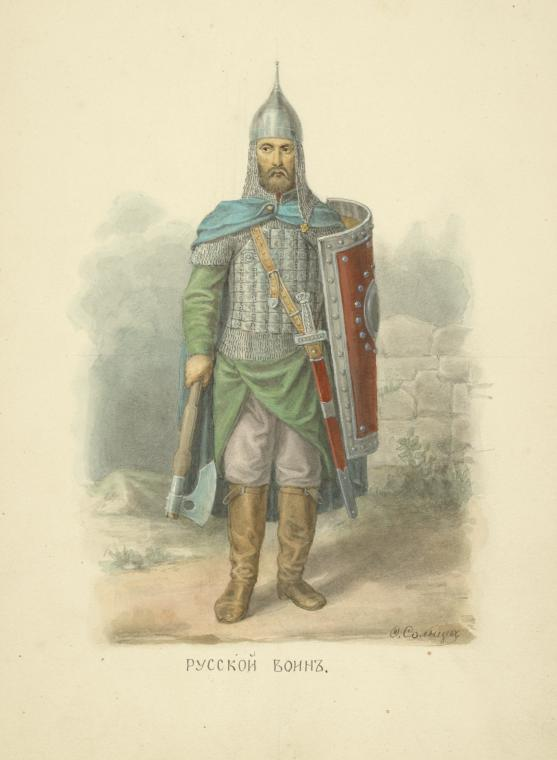
Русский воин. «Одежды Русского государства», Ф. Солнцев.

Воин (ст.‑слав. воинъ, от др.-греч. στρατιῶτης) — служащий в войске, военный; человек, имеющий отношение к военному делу, непосредственно участвуя в военных (боевых) действиях. Тот кто сражается с врагом, несёт военную службу, воюет. Имел на Руси (в России), в её краях (странах) и другие наименования, такие как: воинственник, воинник, вояк, ратай, ратник, боец, солдат. 

## История
Первые широкомасштабные военные действия велись возле Иерихона в IX –VIII тысячелетии до н. э. или возле Чатал-Хююке в VIII – VII тысячелетии до н. э. Однако сведения о тех событиях до нас дошли лишь в виде археологических артефактов и не подтверждаются ни какими письменными источниками
Первой задокументированной войной считается война между народом шумеров и царством Элам в 2700 году до нашей эры, о чём сообщает документ под условным названием «Список царей Шумера и Аккада». Именно этот конфликт считается самой первой датированной войной в истории человечества.

## Примеры использования слова

### Пословицы
- «Один в поле не воин»,
- «Такой воин, что сидит, да воет»,
- «И один в поле воин, коли по-русски скроен».

## Галерея

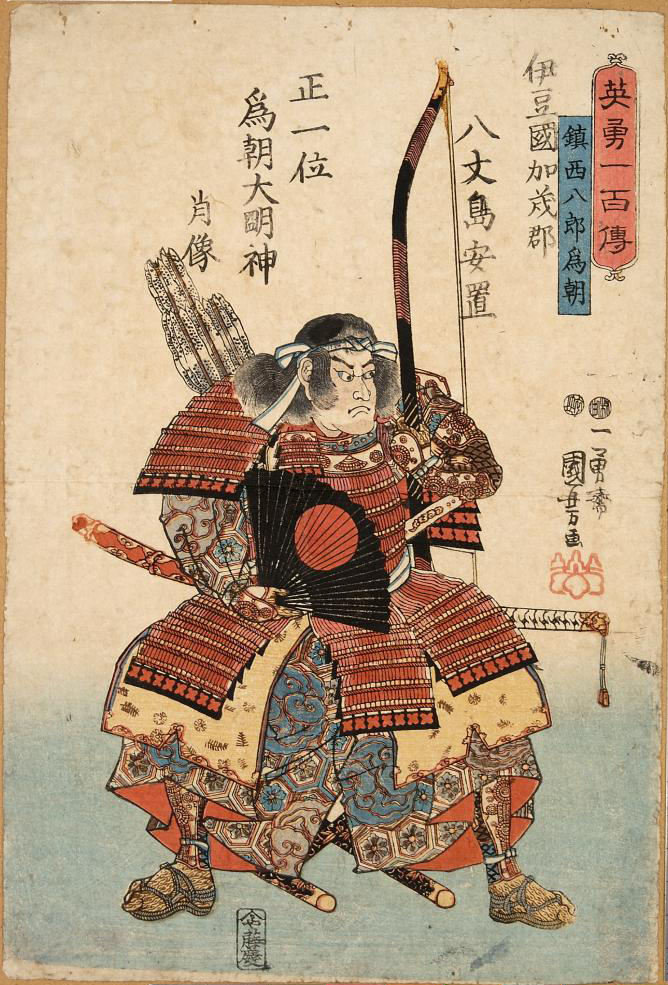
Японский воин.
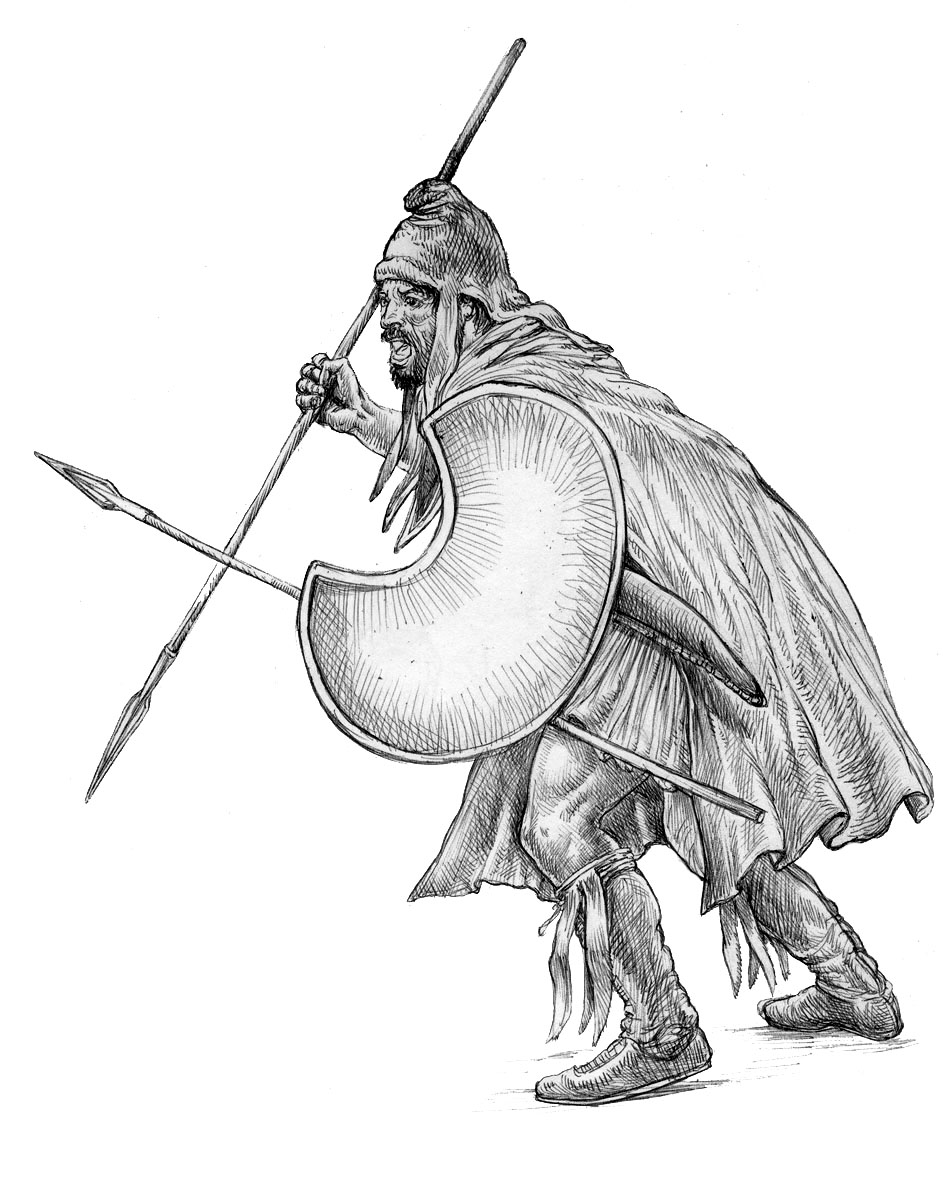
Фракийский воин — пелтаст.
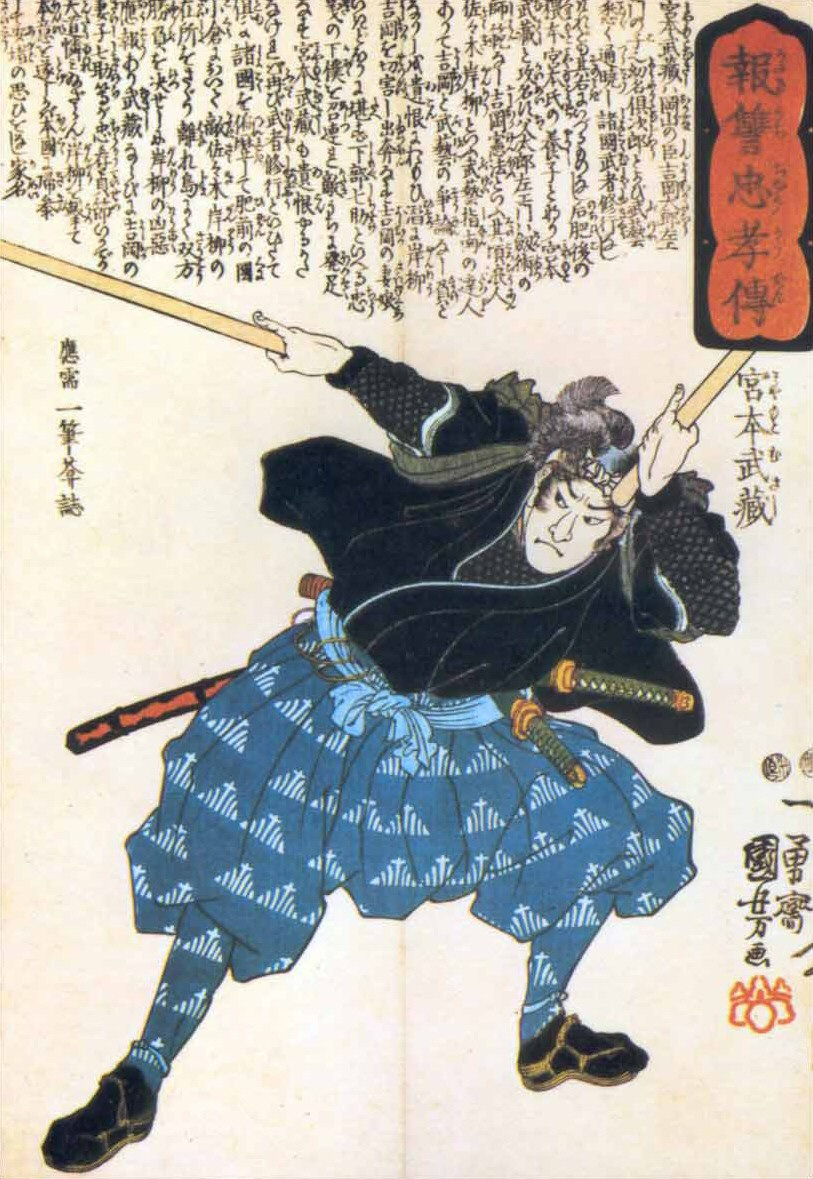
Миямото Мусаси (1584 — 1645) с двумя деревянными мечами боккэн — один из величайших японских воинов.
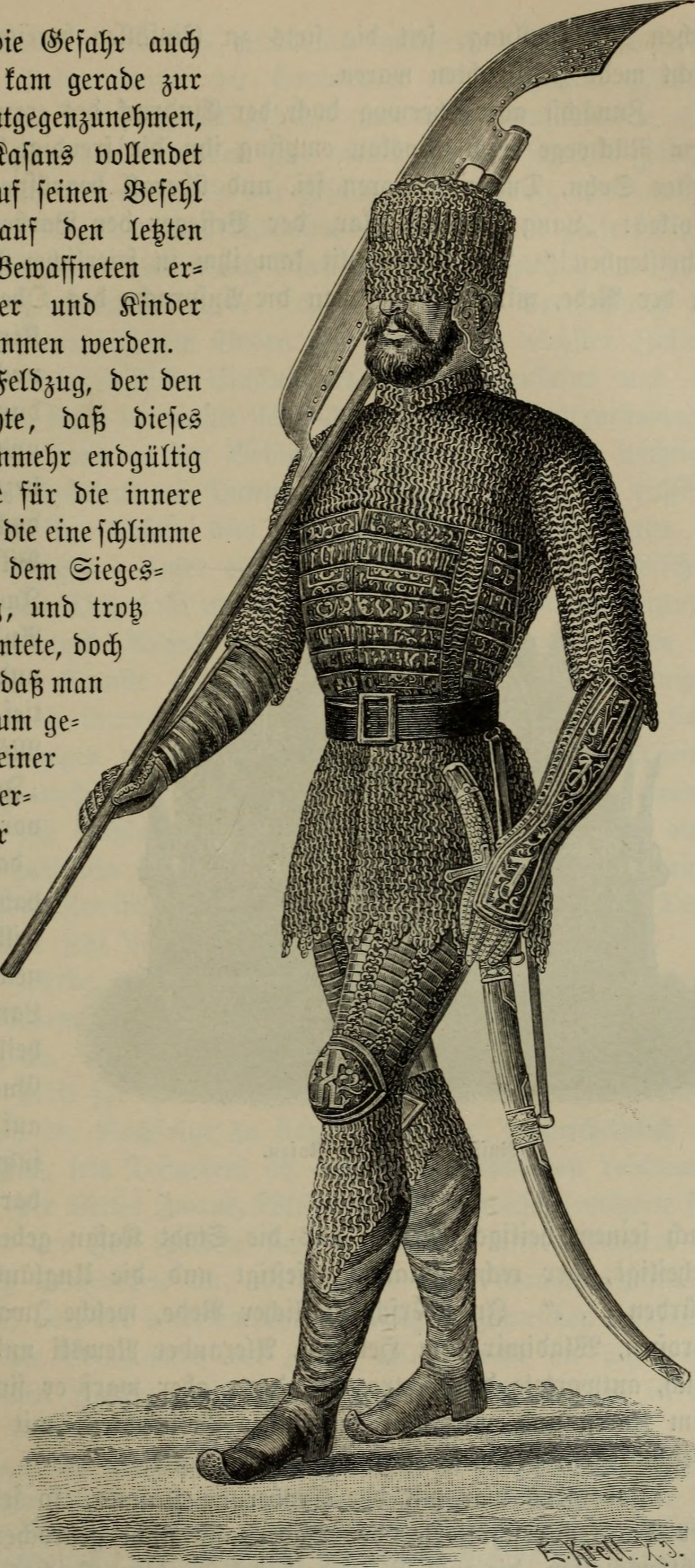
Русский бронник (пехотинец-кольчужник) XVI века, иллюстрация из книги Теодора Шимана «Столетие», 1886 года.